# Panesthia matthewsi
Panesthia matthewsi är en kackerlacksart som beskrevs av Roth, L. M. 1977. Panesthia matthewsi ingår i släktet Panesthia och familjen jättekackerlackor. Inga underarter finns listade i Catalogue of Life.